# Lauro Gomes
Lauro Gomes de Almeida (São João Nepomuceno, 27 de fevereiro de 1895 — São Paulo, 20 de maio de 1964) foi um político brasileiro. 

## Biografia
Filho de Sebastião Gomes de Almeida e Olímpia Gomes de Almeida, Lauro nasceu em Rochedo de Minas, então distrito de São João Nepomuceno, Minas Gerais. Viveu em Três Corações e fez seus estudos primários em sua terra natal e, posteriormente no Seminário de Mariana. Transferindo-se para São Paulo, fez seus estudos nos Ginásio do Carmo e e no Ginásio Macedo Soares.

Foi deputado federal  e prefeito de São Bernardo do Campo (por duas vezes) e de Santo André. Conhecido como "prefeito das crianças" por ter cedido o terreno pertencente a família (na verdade uma herança vinda pelo lado da família de sua esposa, Lavínia Rudge Ramos Gomes (Nenê Rudge Ramos Gomes), filha do jurista Arthur Rudge da Silva Ramos), para a construção do parque temático batizado de Cidade das Crianças, até hoje existente. A área ao redor da sede dessa grande fazenda pertencente aos Rudge Ramos passou mais tarde a abrigar a ETI, Escola Técnica Industrial Lauro Gomes, um de seus mais ambiciosos projetos, e considerada em sua época, a melhor escola técnica do Brasil. A casa sede da mencionada fazenda, posteriormente denominada carinhosamente de "bloco zero", passou a ser o prédio administrativo da ETI, e existe até hoje, abrigando um museu da escola.
Os benefícios fiscais realizados durante seu primeiro mandato como prefeito atraíram diversas montadoras de automóveis para a cidade; criou instituições de cursos profissionais; e a obteve, inclusive, relevância nacional no meio artístico, através da Companhia Cinematográfica Vera Cruz.

### Eleições em 1951
Lauro Gomes já tinha conexão com pessoas influentes na cidade através de seu casamento com a filha de Arthur Rudge Ramos. Lauro Gomes herdou uma casa no então bairro dos Meninos que, após pedido da população, teve seu nome alterado para Rudge Ramos. Impressionado com o gesto, Lauro Gomes passou a ajudar no desenvolvimento do bairro.
Em julho de 1951 Lauro Gomes foi convidado a participar das eleições por um amigo, membro do PSP. Seu nome foi aceito pelo grupo partidário, com a ressalva de “um deputado” que, de acordo com sua entrevista no Correio Paulistano, queria “perpetuar sua família na cidade”. Lauro Gomes, que era desconhecido pela maioria a população, teve o Partido Republicano e o PSD, UDN, PRP, PDC, POT em sua coligação.
As convenções foram interrompidas e, com isso, embarcou para a Europa, onde recebeu um telegrama do presidente do PTB de SBC, reagindo aos movimentos políticos locais e pedindo para que participasse do pleito. Em suas palavras, Lauro Gomes descreveu sua visão naquele momento como: “...tendo já obtido para mim tudo o que desejava obter, estava na obrigação de dar o que estivesse em mim para aquele povo que eu sabia generoso, desamparado, e por que não dizer, acorrentado a política de compressão e mandonismo e descaso por suas necessidades mais elementares”.
Bethke 2008, ex-membro do PSP, filiado ao PTB e alçado ao cargo de secretário, relatou que o nome de Lauro Gomes foi indicado por Antônio Emídio de Barros Filho, irmão do governador Ademar de Barros, e que se Bethke o apoiasse, Barros Filho traria o apoio do governador, algo que se confirmou. Após isso, Bethke foi se encontrar com o advogado Artur de Paula Maudonnet, responsável pela representação de Lauro Gomes no meio político enquanto ele estava fora do país e o encontro resultou em Maudonnet enviado à França um telegrama com a proposta de Bethke. Gomes aceitou a proposta, disposto a financiar a campanha, inicialmente disponibilizando uma verba de 500,000 dólares, e Bethke teve que convencer os partidários do PTB, como o pré-candidato não oficial Bortolo Basso, que foi convencido a aceitar o recém-criado posto de vice-prefeito, a apoiar o nome de Lauro Gomes.
Foi a primeira eleição com a figura de vice-prefeito. O principal candidato, Lauro Gomes (PTB), teve sua inscrição como candidato feita quando ele estava em Paris e ele retornou duas semanas antes do pleito, conseguindo 2592 votos, contra 2476 votos do segundo colocado, Edmundo Delta (PSP), irmão da ex-prefeita Tereza Delta e candidato governista. Somente dois candidatos concorreram ao cargo. Bortolo Basso (PTB) foi eleito como vice de Lauro Gomes. O resultado só foi proclamado no dia 17 de outubro. A eleição em si viu poucos incidentes e as urnas foram enviadas ao Estádio do Pacaembu para apuração.
Com a derrota de seu candidato, Tereza Delta (PSP), que comandava a política local, acusou a oposição de ter ilegalmente transferido 900 eleitores para a cidade. Lauro Gomes (PTB), em resposta ao Correio Paulistano, notou que passou sua campanha eleitoral lembrando a população quanto ao risco de seus adversários realizarem transferências ilegais. O Jornal de Noticias do dia 19 de outubro relatou que a derrota do candidato da Tereza Delta foi considerada uma surpresa, mas apesar disso, a deputada Tereza Delta telefonou ao prefeito eleito para parabenizá-lo e declarar que o apoiaria na Assembleia Legislativa, desde que ele trabalhasse pelo bem da cidade.